# Amoenitates Academicae
Amoenitates Academicae es el título de una obra en varios volúmenes del naturalista Carlos Linneo, en la que se iban publicando las tesis de sus estudiantes.

## Obra
El primer volumen apareció en 1749, bajo el título Amoenitates Academicae, seu, Dissertationes variae physicae, medicae, botanicae antehac seorsim editae nunc collectae et auctae.
Siete de los diez volúmenes los publicó Linneo mismo, pero los tres últimos fueron publicados por Johann Christian Daniel von Schreber, uno de sus estudiantes, editando e incluyendo, entre otras, incluso la tesis defendida por el hijo de Linneo.

### Su génesis
En octubre de 1741, Carlos Linneo se mudó con su familia a Upsala, donde ocupó su cátedra, hasta pocos años antes de su muerte. Fue el director de 185 tesis doctorales, que inclusive, en general, se atribuyen a Linneo como coautor. 

### Contenido de algunas obras seleccionadas
- Sponsalia Plantarum (1746) de Johan Gustaf Wahlbom : comentario sobre el capítulo cinco de Linneo Fundamenta Botanica en la que se trata la Taxonomía de Linneo con su sistema sexual de sistemática.

- Vires Plantarum, 1746, de Fredrik Hasselquist : comentario sobre el capítulo 12 de Fundamenta Botanica de Linneo.

- Nova Plantarum Genera, 1747, Carl Magnus Dassow 43 nuevos géneros en la 5ª edición de Linneo, de 1754 de Genera Plantarum.

- Plantas recolectadas por Pehr Kalm en EE. UU., son descriptas por Leonhard Johan Chenon en Nova Plantarum Genera (1751).

- Incrementa Botanices de Jacob Bjuur, 1753 : desarrolla una breve historia de la botánica.

- Chinensia Lagerströmiana de Johan Lorens Odhelius, 1754 : trata las colecciones de Pehr Osbeck, Christopher Tärnström, y Olof Torén en China.

- Calendarium Florae, de 1756, tratado por Alexander Malachias Berger con los tiempos de apertura y cierre de flores de ciertas plantas.

- Auctores Botanici, 1759 de Augustin Loo : lista alfabética de 350 autores de las obras botánicas y una extensión de Bibliotheca Botanica de Linneo.

- Reformatio Botanices, 1762, de Johan Martin Reftelins : resumen de la historia de la botánica, se mencionan los apóstoles de Linneo.

### Resumen de las disertaciones de tesis
| Defensa                  | Autor                                             | Título | Tomo |
| ------------------------ | ------------------------------------------------- | --- | ---- |
| 30 de junio de 1743?     | Lars Magnus Klase (1722–1766)                     | Betula nana | 1    |
| 15 de septiembre de 1744 | Cornelius Hegardt (1715–1772)                     | Ficus | 1    |
| 19 de diciembre de 1744  | Daniel Rudberg (ca. 1724–1797)                    | Peloria | 1    |
| 8 de junio de 1745       | Henric Fougt (1720–1782)                          | Corallia Baltica | 1    |
| 18 de junio de 1745      | Barthold Rudolph Hast (1724–1784)                 | Amphibia Gyllenborgiana | 1    |
| 12 de diciembre de 1745  | Roland Martin (1726–1788)                         | Plantae Martino-Burserianae                                                                                                  | 1    |
| 16 de diciembre de 1745  | Samuel Nauclér (1724–1770)                        | Hortus Upsaliensis | 1    |
| 18 de diciembre de 1745  | Johan Gustaf Hallman (1726–1797)                  | Passiflora | 1    |
| 20 de diciembre de 1745  | Erland Zacharias Tursén (1720–1778)               | Anandria | 1    |
| 23 de diciembre de 1745  | Johan Benjamin Heiligtag (1716–1771)              | Acrostichum | 1    |
| 31 de mayo de 1746       | Lars Balk (1726–1790)                             | Museum Adolpho-Fridericianum                                                                                                 | 1    |
| 11 de junio de 1746?     | Johan Gustaf Wahlbom (1724–1808)                  | Sponsalia Plantarum | 1    |
| 20 de junio de 1746?     | Fredrik Hasselquist                               | Vires Plantarum | 1    |
| 15 de junio de 1747?     | Carl Magnus Dassow (1719–1751)                    | Nova Plantarum Genera | 1    |
| 22 de diciembre de 1747  | Mårten Kähler (1727–1773)                         | Crystallorum Generatio | 1    |
| 18 de junio de 1748      | Peter Sundius (1725–1786)                         | Surinamensa (sic) Grilliana                                                                                                  | 1    |
| 25 de junio de 1748      | Elias Aspelin (1721–1795)                         | Flora Oeconomica | 1    |
| 30 de junio de 1748?     | Olof Andersson Söderberg (1728–1758)              | Curiositas Naturalis | 1    |
| 9 de diciembre de 1748?  | Gottfrid Dubois (1723–1790)                       | Taenia | 2    |
| 4 de marzo de 1749       | Isaac J. Biberg (1726–1804)                       | Oeconomia Naturae | 2    |
| 11 de marzo de 1749      | Johan Anders af Darelli (1718–1780)               | Lignum Colubrinum | 2    |
| 5 de abril de 1749       | Johan Otto Hagström (1716–1792)                   | Generatio Calculi | 2    |
| 8 de abril de 1749?      | Jonas Andersson Kiernander (1721–1778)            | Radix Senega | 2    |
| 18 de noviembre de 1749  | Pehr Löfling                                      | Gemmae Arborum | 2    |
| 6 de diciembre de 1749   | Eric Elff (1718–1761)                             | Haemorrhagiae Uteri Sub Statu Graviditatis                                                                                   | 9    |
| 9 de diciembre de 1749   | Nils L. Hesselgren (* 1729)                       | Pan Svecicus | 2    |
| 28 de marzo de 1750?     | Lars Jonasson Montin (1723–1785)                  | Splachnum | 2    |
| 25 de abril de 1750?     | Peter Jonas Bergius (1730–1790)                   | Semina Muscorum Detecta Archivado el 16 de marzo de 2009 en Wayback Machine.                                                 | 2    |
| 25 de junio de 1750      | Jonas Sidrén (1723–1799)                          | Materia Medica In Regno Animali                                                                                              | 2    |
| 22 de diciembre de 1750  | Jonas Petri Halenius (1727–1810)                  | Plantae Rariores Camschatcenses                                                                                              | 2    |
| 23 de febrero de 1751    | Jacob Rudberg (1725–1778)                         | Sapor. Medicamentorum | 2    |
| 19 de octubre de 1751    | Leonhard Johan Chenon (1732–1808)                 | Nova Plantarum Genera | 3    |
| 23 de noviembre de 1751  | Johan Johansson Haartman (1725–1787)              | Plantae hybridae | 3    |
| 19 de febrero de 1752?   | Johan Georg Beyersten (1717–1804)                 | Obstacula Medicinae | 3    |
| 22 de febrero de 1752    | Johan Hiorth (1729–1804)                          | Plantae Esculentae Patriae                                                                                                   | 3    |
| 6 de mayo de 1752        | Johannes J. F. Wiman                              | Euphorbia | 3    |
| 15 de mayo de 1752       | Johan Lindhult (1723–1770)                        | Materia Medica In Regno Lapideo                                                                                              | 3    |
| 15 de mayo de 1752       | Sven Brodd (1722–1773)                            | Morbi Ex Hyeme | 3    |
| 9 de junio de 1752?      | Carl Fredric Adler                                | Noctiluca Marina | 3    |
| 30 de junio de 1752?     | Anders Magnus Wåhlin (1731–1797)                  | Odores Medicamentorum | 3    |
| 17 de julio de 1752      | Samuel Ziervogel (1730–1797)                      | Rhabarbarum | 3    |
| 21 de octubre de 1752    | Christopher Eliasson Gedner (1730–1773)           | Cui Bono | 3    |
| 4 de noviembre de 1752   | Jonas Gustaf Forsskåhl (1727–1783)                | Hospita Insectorum Flora | 3    |
| 7 de noviembre de 1752   | Fredric Lindberg (1733–1779)                      | Nutrix Noverca (enlace roto disponible en Internet Archive; véase el historial, la primera versión y la última).             | 3    |
| 11 de noviembre de 1752  | Gabriel Emanuel Avelin                            | Miracula Insectorum | 3    |
| 18 de diciembre de 1752? | Michaël A. Baeckner (1728–1759)                   | Noxa Insectorum | 3    |
| 5 de mayo de 1753        | Harald Barck (1722–1782)                          | Vernatio Arborum | 3    |
| 2 de junio de 1753       | Jacob Bjuur (1732–1774)                           | Incrementa Botanices | 3    |
| 3 de octubre de 1753     | Johan Christian Höjer (* 1730)                    | Demonstrationes Plantarum In Horto Upsaliensi 1753                                                                           | 3    |
| 13 de octubre de 1753    | Anders Niclas Fornander (1719–1794)               | Herbationes upsalienses | 3    |
| 14 de noviembre de 1753  | David Hultman (1732–1798)                         | Instructio Musei Rerum Naturalium                                                                                            | 3    |
| 15 de diciembre de 1753  | Nils Gahn (1733–1820)                             | Plantae Officinales | 4    |
| 19 de diciembre de 1753? | Gustaf Jacob Carlbohm (1731–1758)                 | Censura Medicamentorum Simplicium Vegetabilium                                                                               | 4    |
| 21 de diciembre de 1753  | Eric Magnus Lindecrantz (1729–1788)               | Cynographia | 4    |
| 3 de abril de 1754       | Anders Hedenberg (1737–1798)                      | Stationes Plantarum | 4    |
| 3 de abril de 1754       | Isaac Olof Grufberg (1736–1764)                   | Flora Anglica | 4    |
| 11 de mayo de 1754       | Olof Stickman (1731–1798)                         | Herbarium Amboinense | 4    |
| 2 de octubre de 1754     | Lars Hiortzberg (1727–1789)                       | Methodus Investigandi Vires Medicamentorum Chemica                                                                           | 9    |
| 12 de octubre de 1754    | Pehr Zetzell (1724–1802)                          | Consectaria Electrico-Medica                                                                                                 | 9    |
| 23 de octubre de 1754    | Carl Fredrik Hoffberg (1729–1790)                 | Cervus Rheno | 4    |
| 30 de octubre de 1754    | Isaac Nilsson Palmér (1735–1787)                  | Ovis | 4    |
| 20 de noviembre de 1754? | Johan Justus Nauman (1735–1778)                   | Mus Indicus | 4    |
| 18 de diciembre de 1754  | Johan Gustaf Wollrath (1736–1791)                 | Horticultura Académica | 4    |
| 23 de diciembre de 1754? | Johan Lorens Odhelius (1737–1816)                 | Chinensia Lagerströmiana | 4    |
| 19 de febrero de 1755    | Abrahamus Danielis Juslenius (1732–1803)          | Centuria Plantarum I | 4    |
| 2 de junio de 1755?      | Eric Torner (1731–1767)                           | Centuria Plantarum II | 4    |
| 3 de junio de 1755?      | Nils Ericsson Dahlberg (1736–1820)                | Metamorphis (sic) plantarum                                                                                                  | 4    |
| 10 de diciembre de 1755  | Peter Petersson Bremer (1731–1765)                | Somnus Plantarum | 4    |
| 20 de diciembre de 1755  | Johan Pfeiffer (1731–1806)                        | Fungus melitensis | 4    |
| 10 de marzo de 1756?     | Bengt Johan Strand (1738–1790)                    | Flora Palaestina Archivado el 16 de marzo de 2009 en Wayback Machine.                                                        | 4    |
| 24 de marzo de 1756      | Nilsson Åmman (1731–1783)                         | Flora Alpina | 4    |
| 31 de marzo de 1756      | Alexander Malachias Berger (1737–1804)            | Calendarium Florae | 4    |
| 5 de mayo de 1756        | Anders Magnus Wåhlin (1731–1797)                  | Pulsus Intermittens | 9    |
| 15 de junio de 1756      | Theophilus Erdman Nathorst (1734–1804)            | Flora Monspeliensis | 4    |
| 17 de junio de 1756      | Peter Engström (1735–1803)                        | Fundamenta Valetudines | 4    |
| 19 de junio de 1756?     | Johan von Coelln (1725–1808)                      | Specifica Canadensium | 4    |
| 29 de junio de 1756      | Hieronymus von der Burg (1730–1811)               | Acetaria | 4    |
| 4 de diciembre de 1756   | Johan Lyman (1734–1790)                           | Phalaena Bombyx (enlace roto disponible en Internet Archive; véase el historial, la primera versión y la última).            | 4    |
| 2 de marzo de 1757       | Carl Daniel Ekmarck (1734–1789)                   | Migrationes Avium | 4    |
| 18 de mayo de 1757       | Pehr af Bjerkén (1731–1774)                       | Morbi Expeditiones Classicae 1756                                                                                            | 5    |
| 21 de mayo de 1757       | Anders Boström (1724–1769)                        | Febris Upsaliensis | 5    |
| 2 de junio de 1757       | Jørgen Tyge Holm (1726–1759)                      | Flora Danica (enlace roto disponible en Internet Archive; véase el historial, la primera versión y la última).               | 5    |
| 8 de junio de 1757       | Isaac Svensson (1726–1795)                        | Panis Diaeteticus | 5    |
| 18 de junio de 1757      | Johan Henrik Hager († 1770)                       | Natura Pelagi | 5    |
| 22 de junio de 1757      | Anton Rolandsson Martin                           | Buxbaumia | 5    |
| 23 de junio de 1757      | Johan Carl Nyander (1734–1814)                    | Exanthemata viva | 5    |
| 28 de septiembre de 1757 | Bogislaus Hornborg (1739–1789)                    | Transmutatio Frumentorum | 5    |
| 16 de noviembre de 1757  | Magnus Gabriel Österman (1730–1794)               | Culina Mutata | 5    |
| 22 de marzo de 1758?     | Johan Georg Colliander (1728–1796)                | Spigelia Anthelmia | 5    |
| 10 de mayo de 1758?      | Johan Christian Peter Petersen (1739–1774)        | Cortex Peruvianus | 9    |
| 23 de mayo de 1758       | David Magnus Virgander (1734–1783)                | Frutetum Svecicum | 5    |
| 13 de junio de 1758      | Jonas Theodor Fagraeus (1729–1797)                | Medicamenta Graveolentia | 5    |
| 15 de julio de 1758      | Eric Olof Rydbeck (1729–1797)                     | Pandora Insectorum | 5    |
| 21 de febrero de 1759?   | Johan Pilgren (1735–1782)                         | Senium Salomoneum (enlace roto disponible en Internet Archive; véase el historial, la primera versión y la última).          | 5    |
| 14 de marzo de 1759      | Augustin Loo (1736–1772)                          | Auctores Botanici | 5    |
| 9 de mayo de 1759        | Eric Anders Nordblad (1739–1810)                  | Instructio Peregrinatoris | 5    |
| 16 de mayo de 1759       | Engelbert Jörlin (1733–1810)                      | Plantae Tinctoriae | 5    |
| 23 de mayo de 1759       | Albrect Bäck (1737–1791)                          | Animalia Composita | 5    |
| 30 de mayo de 1759       | Carl Henriksson Wännman (1733–1797)               | Flora Capensis | 5    |
| 20 de junio de 1759      | Jacob Hidén (1731–1769)                           | Ambrosiaca | 9    |
| 30 de junio de 1759?     | David Davidsson Pontin (1733–1809)                | Arboretum Svecicum | 5    |
| 28 de noviembre de 1759  | Gabriel Elmgren (1730–1765)                       | Plantarum Jamaicensium Pugillus                                                                                              | 5    |
| 5 de diciembre de 1759   | Johan Schröder (1727–1764)                        | Genera Morborum | 6    |
| 12 de diciembre de 1759  | Christian Ludvig Ramström (1727–1764)             | Generatio Ambigena (enlace roto disponible en Internet Archive; véase el historial, la primera versión y la última).         | 6    |
| 22 de diciembre de 1759? | Carl Gustaf Sandmark (1738?-1769)                 | Flora Jamaicensis | 5    |
| 22 de diciembre de 1759  | Johan Victor Siefvert (1738–1791)                 | Aer Habitabilis | 5    |
| 24 de diciembre de 1759? | Bengt Berzelius (1739–1777)                       | Nomenclator Botanicus | 5    |
| 24 de diciembre de 1759  | Jacob Lindh (173?-1778)                           | Pingvedo Animalis | 5    |
| 29 de marzo de 1760      | Henric Christian Daniel Wilcke (1739–1788)        | Politia Naturae | 6    |
| 14 de junio de 1760      | Johann Christian Daniel von Schreber              | Theses Medicae | 6    |
| 6 de septiembre de 1760  | Christian Emmanuel Hoppius (* 1736)               | Anthropomorpha | 6    |
| 15 de octubre de 1760    | Christian Fredrik Rosenthal (1740–1810)           | Flora Bélgica | 6    |
| 20 de diciembre de 1760? | Pehr Jerlin (1739–1773)                           | Macellum Olitorium (enlace roto disponible en Internet Archive; véase el historial, la primera versión y la última).         | 6    |
| 22 de diciembre de 1760  | Henrik Ullmark (1740–1771)                        | Prolepsis Plantarum | 6    |
| 22 de diciembre de 1760? | Jacob Printz (1740–1779)                          | Plantae Rariores Africanae                                                                                                   | 6    |
| 18 de febrero de 1761    | Eric Vigelius (1730- ca. 1797)                    | Diaeta Acidularis | 6    |
| 7 de abril de 1761?      | Olof Reinhold Alander (* 1739)                    | Inebriantia | 6    |
| 16 de diciembre de 1761  | Henric Sparschuch (1742–1786)                     | Potus Coffeae | 6    |
| 16 de junio de 1762      | Johan Gustaf Acrel (1741–1801)                    | Morsura Serpentum | 6    |
| 22 de junio de 1762      | Johan Elmgren (1740–1794)                         | Termini Botanici | 6    |
| 23 de junio de 1762      | Johan Peter Falck (1732-1774)                     | Planta Alströmeria | 6    |
| 25 de junio de 1762      | Birger Martin Hall (1741–1814)                    | Nectaria Forum | 6    |
| 16 de octubre de 1762    | Johan Martin Gråberg (1741–1793)                  | Fundamentum fructificationis                                                                                                 | 6    |
| 18 de diciembre de 1762  | Johan Martin Reftelins (Reftelius) (1740–1799)    | Reformatio Botanices Archivado el 16 de marzo de 2009 en Wayback Machine.                                                    | 6    |
| 20 de diciembre de 1762? | Knut Augustin Lenaeus (1738–1799)                 | Meloe Vesicatoria | 6    |
| 27 de mayo de 1763       | Göran (Jöran) Rothman                             | Raphania | 6    |
| 28 de mayo de 1763       | Carl Magnus Blom (1737–1815)                      | Lignum Quassiae | 6    |
| 11 de junio de 1763      | Johan Salberg (1741–1810)                         | Fructus Esculenti | 6    |
| 22 de junio de 1763      | Johan Jakob Ferber (1743–1790)                    | Disquisitio De Prolepsi Plantarum                                                                                            | 6    |
| 23 de junio de 1763      | Boas Johansson (1742–1809)                        | Centuria Insectorum Rariorum                                                                                                 | 6    |
| 23 de diciembre de 1763  | Christian Lado (1741- ca. 1770)                   | Motus Polychrestus | 7    |
| mayo de 1764             | Alexander von Karamyschew (1744–1791)             | Necessitas Promovendae Historia Naturalis In Rossia                                                                          | 7    |
| 6 de mayo de 1764?       | Daniel Weser (1743–1784)                          | Hirudo | 7    |
| 20 de junio de 1764?     | Jonas Carl Tengborg (1740–1788)                   | Hortus Culinaris | 7    |
| 19 de diciembre de 1764  | Peter J. Bergius (1740–1819)                      | Spiritus Frumenti | 7    |
| 20 de diciembre de 1764? | Johan Öhrqvist (* 1738)                           | Diaeta Aetatum | 7    |
| 22 de diciembre de 1764  | Wilhelm Le Moine (ca. 1735–1790)                  | Opobalsamum Declaratum | 7    |
| 4 de mayo de 1765        | Anders Petrus Bäckman (1744–1766)                 | Fundamenta ornithologica | 7    |
| 12 de junio de 1765      | Carl Ribben (1734–1803)                           | Fervidorum Et Gelidorum Usus Archivado el 16 de marzo de 2009 en Wayback Machine.                                            | 7    |
| 15 de junio de 1765      | Nils Skragge (1738–1787)                          | Morbi Artificum | 7    |
| 17 de junio de 1765      | Isaac Uddman (1731–1781)                          | Lepra | 7    |
| 18 de junio de 1765      | Anton Hoffman (1739–1782)                         | Potus Chocolatae | 7    |
| 7 de diciembre de 1765   | Pehr Cornelius Tillaeus (1747–1827)               | Potus Thaeae | 7    |
| 26 de febrero de 1766    | Peter Strandman (1743–1779)                       | Purgantia Indígena | 7    |
| 17 de mayo de 1766       | Matvey Ivanovic Aphonin (1739–1810)               | Usus Historiae Naturalis In Vita Communi                                                                                     | 7    |
| 21 de junio de 1766      | Abraham Österdam (1745–1776)                      | Siren Lacertina | 7    |
| 10 de diciembre de 1766  | Johan Gabriel Bergman (1732–1793)                 | Cura Generalis | 7    |
| 17 de diciembre de 1766  | Andreas Henricsson Berlin                         | Usus Muscorum | 7    |
| 6 de marzo de 1767?      | Johan Carl Roos (1745–1828)                       | Mundus Invisibilis | 7    |
| 13 de mayo de 1767       | Johan Gråberg (1741–1793)                         | Haemoptysis | 9    |
| 2 de junio de 1767       | Carl Peter Thunberg                               | Venae Resorbentes | 9    |
| 14 de junio de 1767?     | Anders Johan Blad (1748–1834)                     | Fundamenta Entomologiae | 7    |
| 27 de junio de 1767      | Henric Gahn (1747–1816)                           | Fundamenta Agrostographiae (enlace roto disponible en Internet Archive; véase el historial, la primera versión y la última). | 7    |
| 30 de junio de 1767      | Carl Gustaf Laurin (1737–1773)                    | Menthae Usus | 7    |
| 16 de diciembre de 1767  | Johan Adolph Wadström (1748–1809)                 | Metamorphis (Sic) Humana | 7    |
| 19 de diciembre de 1767  | Adolph Fredric Wedenberg (1743–1828)              | Varietas Ciborum (enlace roto disponible en Internet Archive; véase el historial, la primera versión y la última).           | 7    |
| 27 de febrero de 1768    | Henrik Tonning (1732–1796)                        | Rariora Norvegiae | 7    |
| 11 de junio de 1768?     | Johan Grysselius (1738–1788)                      | Medicus Sui Ipsius | 8    |
| 15 de junio de 1768      | Jöns Flygare (1746–1806)                          | Coloniae Plantarum | 8    |
| 5 de noviembre de 1768   | Carl Henriksson Wänman (1733–1797)                | Morbi Nautarum Indiae | 8    |
| 30 de noviembre de 1768  | Anders Sparrman 1748-1820                         | Iter In Chinam | 7    |
| 23 de diciembre de 1769  | Carl Johan Luut (1746–1816)                       | Flora Åkeröensis | 8    |
| 19 de diciembre de 1770  | Johan A. Dahlgren (1744–1797)                     | Erica | 8    |
| 29 de mayo de 1771       | Georg Hallenberg (1746–1814)                      | Dulcamara | 8    |
| 26 de junio de 1771      | Daniel Henric Söderberg (1750–1781)               | Pandora Et Flora Rybyensis Archivado el 16 de marzo de 2009 en Wayback Machine.                                              | 8    |
| 29 de junio de 1771      | Adolf Murray (1751–1803)                          | Fundamenta Testaceologiae | 8    |
| 11 de diciembre de 1771  | Pehr Cornelius Tillaeus (1747–1827)               | Febrium Intermittentium Curatio Varia                                                                                        | 9    |
| 29 de abril de 1772      | Jonas Ullholm (1746–1819)                         | Respiratio Diaetetica | 8    |
| 23 de mayo de 1772       | Ernst Joachim (Magnus) von Heidenstam (1745–1803) | Haemorrhagia Ex Plethora | 9    |
| 26 de mayo de 1772       | Sven Anders Hedin (1750–1821)                     | Fraga Vesca | 8    |
| 5 de junio de 1772       | Johan Lindwall (1743–1796)                        | Observationes In Materiam Medicam                                                                                            | 8    |
| 27 de junio de 1772      | Christian Ernst Boecler (1742–1800)               | Suturae Vulnerum | 9    |
| septiembre de 1774       | Johan Hornborg (* 1750)                           | Planta Cimicifuga | 8    |
| 26 de noviembre de 1774? | Petrus Holmberger (1745–1807)                     | Esca Avium Domesticarum | 8    |
| 3 de diciembre de 1774   | Johan Adolph Dahlgren (1744–1797)                 | Marum | 8    |
| 16 de diciembre de 1774  | Daniel Wickman (1741–1800)                        | Viola Ipecacuanhae | 8    |
| 23 de junio de 1775      | Jacob Alm (1754–1821)                             | Plantae Surinamenses | 8    |
| 25 de octubre de 1775    | Johan Peter Westring (1753–1833)                  | Ledum Palustre | 8    |
| 15 de noviembre de 1775  | Georg Eberhard Georgii (1755–1816)                | Opium | 8    |
| 22 de noviembre de 1775? | Ernst Diedrich Salomon (1746–1790)                | Scorbutus | 9    |
| 22 de noviembre de 1775  | John Rotheram (1751–1804)                         | Medicamenta Purgantia | 9    |
| 25 de noviembre de 1775? | Nils Avellan (1749–1780)                          | Perspiratio Insensibilis | 9    |
| 29 de noviembre de 1775  | Sven Anders Hedin (1750–1821)                     | Canones Medicae | 9    |
| 18 de diciembre de 1775  | Anders Dahl                                       | Bigae Insectorum | 8    |
| 22 de junio de 1776      | Erik Acharius                                     | Planta Aphyteia | 8    |
| 20 de noviembre de 1776  | Carl Niclas Hellens (1745–1820)                   | Hypericum | 8    |

### Ediciones
- Tomo 1: 1. Ed. Stockholm & Leipzig, 1749, 8°; 2.ª ed. Erlangen, 1787
- Tomo 2: 1. Ed. Stockholm, 1751; 2.ª ed. Stockholm, 1762; 3ª ed. Erlangen, 1787
- Tomo 3: 1. Ed. Stockholm, 1756; 2.ª ed. Erlangen, 1787
- Tomo 4: 1. Ed. Stockholm, 1759; 2.ª ed. Erlangen, 1788
- Tomo 5: 1. Ed. Stockholm, 1760; 2.ª ed. Erlangen, 1788
- Tomo 6: 1. Ed. Stockholm, 1763; 2.ª ed. Erlangen, 1789
- Tomo 7: 1. Ed. Stockholm, 1769; 2.ª ed. Erlangen, 1789
- Tomo 8: 1. Ed. Erlangen, 1785
- Tomo 9: 1. Ed. Erlangen, 1785
- Tomo 10: 1. Ed. Erlangen, 1790